# Jack Plotnick
Jack Stuart Plotnick (30 de outubro de 1968) é um ator estadunidense.
Nascido em Worthington em Ohio, Plotnick é conceituado em Hollywood. Plotnick é mais conhecido por performances em Ellen, Buffy the Vampire Slayer, como a voz de Xandir em Drawn Together.

## Trabalhos

### Televisão
- The Mentalist interpretou Brett Partridge
- Ellen  interpretou Barrett
- Buffy the Vampire Slayer interpretou Deputy Mayor Allan Finch
- Action  interpretou Stuart Glazer
- Rude Awakening  interpretou Clark
- Reno 911!  interpretou Steve Marmella, Deputy Patrick Bates
- Jenny McCarthy interpretou (Ele Mesmo)
- Seinfeld
- Joan of Arcadia interpretou Sammy #2
- Drawn Together interpretou (Dublagem)
- Lovespring International interpretou Steve Morris
- The Weird Al Show interpretou Uncle Ralphie
- Shark (série) interpretou Bradley Roberts
- Nip/Tuck interpretou Dr. George
- Wizards of Waverly Place interpretou Pocket Elf
- True Jackson, VPinterpretou Matsor LaRue
- House MD interpretou Hal Connor
- Shake It Up (série) interpretou Phil Stuts
- Supernatural (série)
- Good Luck Charlie Otto

### Filmes
- Gods and Monsters
- Sleeping Dogs Lie
- Meet the Fockers
- Straight-Jacket
- Adam & Steve
- Girls Will Be Girls
- Say it isn't So
- Chairman Of The Board
- Sharpay's Fabulous Adventure
- Rubber
- Wrong